# Красний Яр (Заіграєвський район)
Красний Яр (рос. Красный Яр) — село Заіграєвського району, Бурятії Росії. Входить до складу Сільського поселення Унегетейське.
Населення — 30 осіб (2015 рік).